# Naturpark Vesterhavet
Naturpark Vesterhavet er et 22.500 hektar stort areal bestående af et 9 kilometer bredt bælte, 35 km langs kysten mellem Blåvandshuk og Nymindegab. Det er en kystnær  naturpark som omfatter mange forskellige naturtyper og er præget af klitlandskaber, hede, klitplantager og kystnære søer. Naturpark Vesterhavet er også af international betydning, og en stor del udgøres af Natura 2000-områderne nr.83 som omfatter Blåbjerg Egekrat, Lyngbos Hede og Hennegårds Klitter, og  nr. 84 som omfatter  Kallesmærsk Hede, Grærup Langsø, Fiilsø og Kærgård Klitplantage der rummer flere europæiske fuglebeskyttelsesområder. Især ved Blåvandshuk og i området omkring den store gendannede Filsø kan der opleves sjældne fuglearter.
Omkring Naturpark Vesterhavet er der nedsat et naturparkråd, forankret i lokale organisationer og udviklingsråd, der arbejder på at udvikle Naturparken.
Naturpark Vesterhavet blev indviet den 26. april 2015.
En  otte kilometer lang, Blochsgaard  vandrerute i naturparken er, som kun den sjette rute i Danmark certificeret som Premium Vandrerute af Deutsche Wanderinstitute.

## Ramsar- og fuglebeskyttelsesområde
Naturpark Vesterhavet er et vigtigt fuglebeskyttelsesområde, hvor store arealer bl.a. er beskyttede af den internationale Ramsarkonvention. 
Mod nord overlapper Naturpark Vesterhavet ”Ramsarområde nr. 2”, der omfatter Ringkøbing Fjord med Tipperne, Værnengene og Nymindestrømmen (inde i naturparken). Ringkøbing Fjord  blev Ramsarområde i 1977.
Inde i Naturpark Vesterhavet ligger ”Ramsarområde nr. 1”, der omfatter Filsø med tilstødende områder. Filsø blev Ramsarområde i 1977, og 4.248 ha er beskyttede. Ramsarområde nr. 1 ligger mellem Varde-Nørre Nebel Jernbane (Vestbanen) og Vesterhavet
Mod syd grænser Naturpark Vesterhavet op til ”Ramsarområde nr. 27”, der omfatter Vadehavet. Ramsarkonventionen, der kom til at gælde for Vadehavet i 1987, er første internationale aftale, der beskytter Vadehavet. Samtidigt er Vadehavet Danmarks nyeste Ramsarområde. 

## Eksterne kilder og henvisninger
1. ↑  "Natura 2000-område nr. 83". Arkiveret fra originalen 7. april 2016. Hentet 8. april 2016.
2. ↑  "Natura 2000-område nr. 84". Arkiveret fra originalen 25. april 2015. Hentet 8. april 2016.
3. ↑  Vandrerute i Naturpark Vesterhavet certificeret som Premium Vandrerute
20. marts 2023 på friluftsraadet.dk

- naturparkvesterhavet.dk/

55°39′16.55″N 8°9′16.88″Ø / 55.6545972°N 8.1546889°Ø